# SN 2001bi
SN 2001bi – supernowa odkryta 24 marca 2001 roku w galaktyce A092837-0036. W momencie odkrycia miała maksymalną jasność 20,00m.